# Артур Апфілд
Артур Вільям Апфілд (англ. Arthur Upfield, Arthur William Upfield; 1 вересня 1890, Госпорт, Велика Британія — 12 лютого 1964, Боврел, Новий Південний Уельс, Австралія) — англо-австралійський письменник, автор детективних романів. Найвідоміший за своїми творами детективної художньої літератури за участю детектива-інспектора Наполеона «Кістки» Бонапарта з поліції штату Квінсленд, який за походженням наполовину є австралійським аборигеном.

## Біографія
Народившись в Англії, він у сім'ї був старшим з п'яти синів. Через бідність сім'ї після проходження іспиту на навчання, батько відправив його до Австралії у 1991 році з листами про прохання прийняття до компанії з нерухомості в Аделаїді. Але у Апфілда були інші задуми. Незважаючи на відсутність досвіду, він урешті-решт став прикордонним вершником на станції внутрішнього скотарства в Момба, приблизно за 140 миль на північний схід від Брокен-Гілл. Протягом наступних двох років він виконував випадкові роботи в австралійському степу (буші) — пробував добувати опали, був прикордонним вартовим, брав участь у скачках, мисливстві на кроликів, став кухарем на станції. Він захопився дикими краєвидами Австралії, свободою, яку він отримав, і могутніми персонажами, яких він там зустрів.
Апфілд воював в австралійській армії під час Першої світової війни. Він служив у 1-й легкій кінній бригаді, воював у Галліполі та у Франції. Під час Першої світової війни Апфілд написав кілька оповідань і продав їх англійським журналам. Покинув Англію 15 жовтня 1919 року.
Після військової служби Апфілд багато подорожував по Австралії, отримуючи знання про австралійську культуру аборигенів, яку згодом використав у своїх письмових роботах. Крім написання детективів, Апфілд був членом Австралійського геологічного товариства та брав участь у численних наукових експедиціях. Він керував великою експедицією в 1948 році в північну та західну частини Австралії, включаючи кратер Вулфа Кріка, що було в основі його роману «Воля племені», опублікованого в 1962 році. Після проживання в Бермагуї, Новий Південний Уельс, переїхав до Боврала.
Одружився з австралійською медсестрою Енн Дуглас в Єгипті в 1915 році. Перед поверненням до Австралії Енн народила єдину дитину Джеймса Артура. Шлюб розпався незабаром після Другої світової війни.

## Доробок
Апфілд створив персонажа детектива-інспектора Наполеона Бонапарта, заснованого на людині, відомої як «Трекер Леон», якого він начебто зустрів у своїх подорожах. Нібито Леон був напіваборигеном, який працював трекером поліції Квінсленда. Також начебто він прочитав Шекспіра та біографію Наполеона, здобув університетську освіту. Однак немає ніяких доказів того, що будь-яка така людина коли-небудь існувала. Перша поява його інспектора Наполеона Бонапарта відбулася в романі «Таємниці Барракі» у 1929 році, перейменованого у пізнішому американському виданні 1965 року на «Приманка буша».
Романи, в яких персонажем був Боні, були набагато успішнішими, ніж будь-які інші твори Апфілда. Другий роман про Боні Апфілда, «Піски Вінді» (1931), привернув сенсаційну увагу, коли він заплутався у справжній загадці вбивства, в результаті якої письменник давав свідчення в суді, а також засудження та страта вбивці. Ці «чужі, ніж вигадані» обставини виникли, коли Апфілд працював у патрулі Західної австралійської паразитної огорожі в 1928/9. Одного вечора навколо багаття в таборі Апфілд звернувся по допомогу до товаришів по сюжету своєї наступної історії про Кості. Як можна позбутися людського тіла, не залишаючи жодних слідів його існування, він спитав. Їх рішення було геніальним: застрелити людину, спалити тіло, відфільтрувати попіл для дрібних кісток, зубів тощо, потім розчинити їх у кислоті і розтерти все, що залишилося, щоб пил у золотому горщику для шукача золота і, нарешті, розвіяти те, що залишається. по вітру. У романі розповідається про «ідеальне вбивство», Апфілд ввів такий спосіб як обережно знищити всі докази злочину. «Метод Вінді» Апфілда був використаний у вбивствах в окрузі Мерчісон, і тому, що Апфілд обговорював сюжет з друзями, коли був присутній звинувачений в убивствах, його покликали дати свідчення в суді. Епізод драматизований у фільмі «Акти вбивства».
У 1987 році Генрі Кітінг включив роман «Піски Вінді» в свій відомий список «100 найкращих книг про злочини та таємниці», що були будь коли опубліковані.
Джеффрі Даттон, описуючи детектива Боні, записав: «Він має здатність білої людини впоратися з теорією та плануванням. Він має полінезійське тепло і людські симпатії та здатність включати всі ці прояви в людську сім'ю. Нарешті, він має аборигенські знання та любов до землі Австралії, а також здатність слухати і реагувати на духів країни. І він володіє традиційними навичками аборигенів стеження та виживання».
Джон Бойнтон Прістлі писав про Апфілда: «Якщо вам подобаються детективні історії, що є чимось більше, ніж загадки, персонажі яких мають сильні характери, які уникають звичних зразків злочинів та розслідування, то містер Апфілд — ваш чоловік».
На основі романів про Боні у 1972 році знято австралійський телевізійний серіал. Назва серіалу була «Boney», і деякі видання романів далі отримали цей написання для наступних видань.
«Якщо австралійський чаклун накаже померти білій людині, то та тільки посміється. Якщо чаклун накаже померти аборигену — той помре. Вся різниця тільки у вірі.» «Торт у коробці з-під капелюха» (Cake in the Hat Box), 1955.
Він у 1937 році написав автобіографію «Поза міражем» (Beyond the Mirage).

## Твори

### Серія інспектора Боно
1. The Barrakee Mystery (1929) (Таємниці Барракі або Приманка буша)
2. The Sands of Windee (1931) (Піски Вінді)
3. A Royal Abduction (1932) (Королівське викрадення)
4. Mr Jelly's Business (1937) (Бізнес містера Джеллі)
5. Winds of Evil (1937) (Вітри зла)
6. The Bone is Pointed (1938) (Кістка показує)
7. The Mystery of Swordfish Reef (1939) (Таємниця рифу «Свордфіш»)
8. Bushranger of the Skies (1940) (Польовий рейнджер на небесах)
9. Death of a Swagman (1946) (Смерть бродяги)
10. The Devil's Steps (1947) (Кроки диявола)
11. An Author Bites the Dust (1948) (Автора щипає пил)
12. The Mountains Have a Secret (1948) (Гори мають таємницю)
13. The Widows of Broome (1950) (Вдови Брума)
14. The Bachelors of Broken Hill (1950) (Холостяки з Брокен Гілл)
15. The New Shoe (1951) (Нове взуття)
16. Venom House (1952) (Дом отрути)
17. Murder Must Wait (1953) (Вбивство має зачекати)
18. Death of a Lake (1954) (Загибель озера)
19. Cake in the Hat Box (1955) (також опублікований як Sinister Stones, 1954) (Торт у коробці з-під капелюха; Зловісні камені)
20. The Battling Prophet (1956) (Войовничий пророк)
21. Man of Two Tribes (1956) (Людина двох племен)
22. Bony Buys a Woman (також опублікований як The Bushman Who Came Back) (1957) (Боні купує жінку / Бушмен, що повернувся)
23. Bony and the Black Virgin (також опублікований як The Torn Branch) (1959) (Боні та чорна діва / Гілка з шипами)
24. Bony and the Mouse (також опублікований як Journey to the Hangman) (1959) (Боні і миша / Подорож на шибеницю)
25. Bony and the Kelly Gang (також опублікований як Valley of Smugglers) (1960) (Боні та банда Келлі / Долина контрабандистів)
26. The White Savage (також опублікований як Bony and The White Savage) (1961) (Білий дикун / Боні та білий дикун)
27. The Will of the Tribe (1962) (Воля племені)
28. Madman's Bend (також опублікований як The Body at Madman's Bend) (1963) (Вигин безумця / Тіло на Вигоні безумця)
29. The Lake Frome Monster (1966) (Чудовисько озера Фром)

### Інші твори
- The House of Cain (1928) (Будинок Кейна)
- The Beach of Atonement (1930) (Пляж спокути)
- Gripped by Drought (1932) (Охоплений посухою)
- The Murchison Murders (1934) (Убивства в окрузі Мерчисон)
- Wings Above the Diamantina (1935) (Крила над Діамантиною)
- Breakaway House (1932) (Будинок Брекавея)
- The Great Melbourne Cup Mystery (1933) (Велика таємниця Кубка Мельбурна)